# Lewis Nixon (architecte naval)
Lewis Nixon (né le 7 avril 1861 à Leesburg (Virginie) – mort le 23 septembre 1940 au Monmouth Memorial Hospital de Long Branch (New Jersey)) est un haut fonctionnaire et architecte naval américain qui s'est lancé dans l'action politique et a présidé la maîtrise d'ouvrage du pont de Williamsburg. Il a conçu les premiers cuirassés américains, et a supervisé la construction des premiers submersibles de ce pays. Éphémère président du club démocrate Tammany Hall, ses tentatives d'aménager simultanément sept chantiers navals le long des côtes américaines se soldèrent par un échec financier retentissant.

## Jeunesse et éducation
Lewis Nixon naît à la veille de la guerre de Sécession, à Leesburg, en Virginie, du colonel Joel Lewis Nixon et de Mary Jane Turner. Leesburg, à seulement trois milles de la Confédération, change de main plusieurs fois au cours de la guerre. Son frère George H. Nixon combat dans la Virginia Cavalry en tant que membre des « Mosby's Raiders ».
Nixon obtient son premier diplôme de sa promotion à l'Académie navale des États-Unis en 1882 et est envoyé étudier l'architecture navale au Royal Naval College de Greenwich, où, en 1885, il obtient son diplôme, premier de sa promotion.

## Construction navale

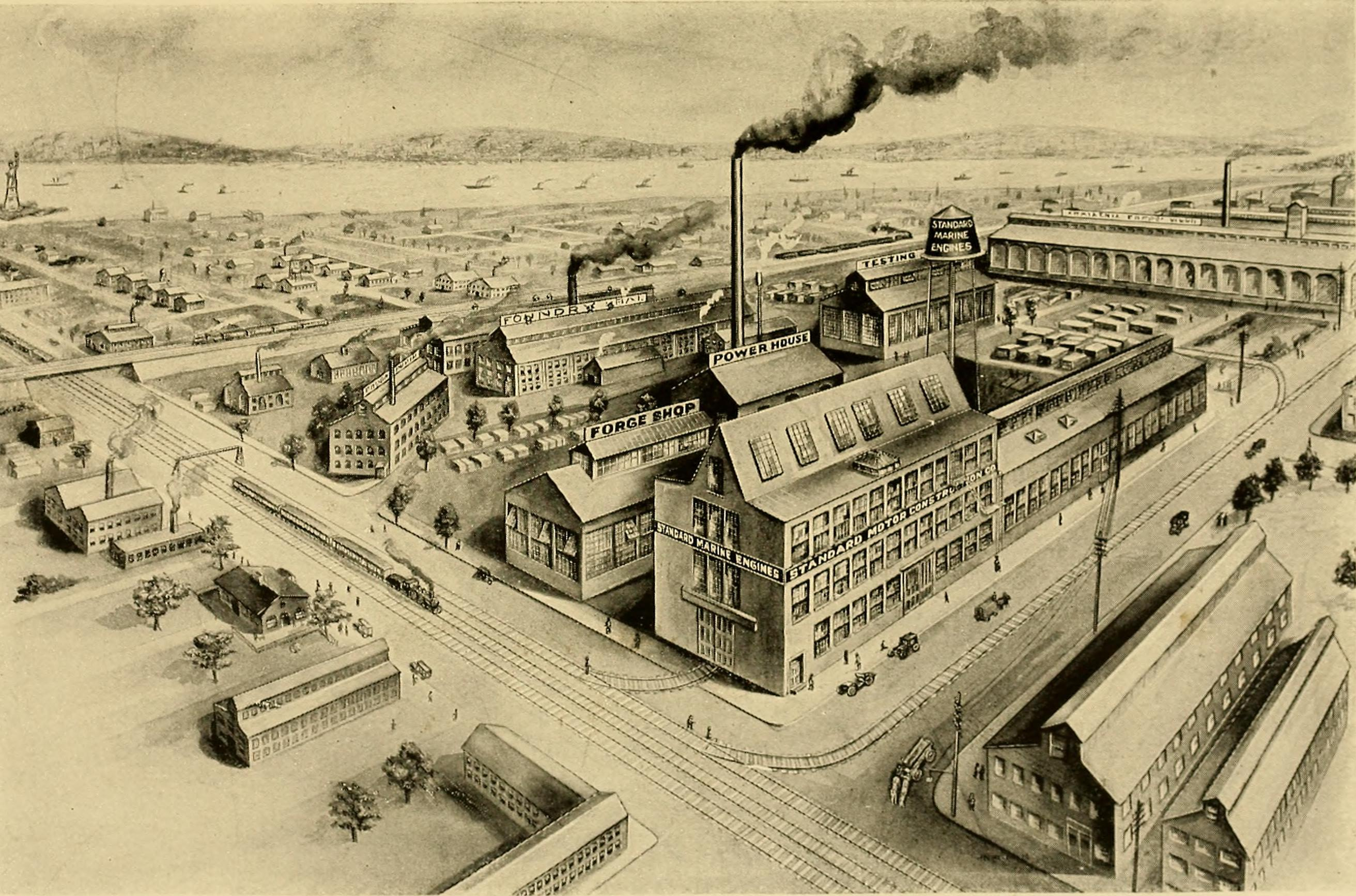
Standard Motor Construction Company, Jersey City, avant 1920

Au retour de Nixon aux États-Unis, il est affecté au chantier naval John Roach & Sons à Chester, en Pennsylvanie, que la marine américaine a réquisitionné afin de terminer trois croiseurs protégés de la nouvelle marine d'acier : l'USS Atlanta, l'USS Boston et l'USS Chicago. En 1890, avec l'aide du constructeur naval adjoint David W. Taylor, il conçoit les trois  cuirassés de la classe Indiana - USS Indiana (BB-1), USS Massachusetts (BB-2) et USS Oregon (BB-3). 
Pendant son séjour en Pennsylvanie, il obtient un doctorat en sciences de l'Université Villanova.

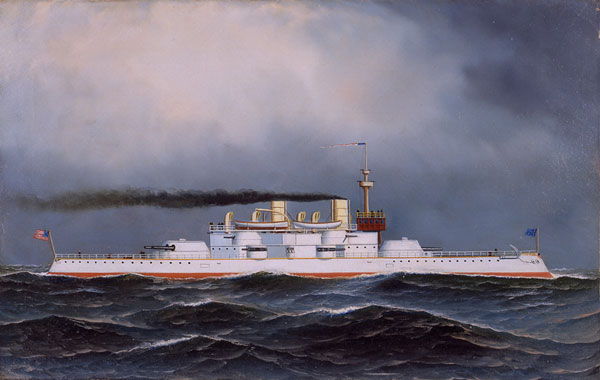
USS Massachusetts (BB-2) (peinture d'Antonio Jacobsen)

Peu de temps après l'attribution des contrats pour les cuirassés, il démissionne de la marine pour travailler comme surintendant de la construction pour William Cramp & Sons Shipbuilding Company, le chantier naval qui a remporté le contrat principal.
Nixon épouse Sally Lewis Wood de Washington, DC, en 1891. Elle meurt le 15 juin 1937. Sally Nixon était descendante du général Andrew Lewis de la Virginie coloniale. Ils ont un fils, Stanhope Wood Nixon. 
Nixon lance sa propre entreprise en janvier 1895 en louant le chantier naval Crescent à Elizabeth, New Jersey. Il démarre cette entreprise avec un autre ancien constructeur naval et architecte naval de William Cramp & Sons, Arthur Leopold Busch, qui vient de Grande-Bretagne à Philadelphie en 1892 ; il est nommé surintendant responsable de Nixon à Crescent pendant cette période. Sous Nixon (et Busch) ce chantier a construit de nombreux navires, dont des torpilleurs USS Nicholson (TB-29) et USS O'Brien (TB-30), le croiseur USS Chattanooga (CL-18), le cuirrassé USS Florida (BM-9), la canonnière USS Annapolis (PG-10) et le yacht Anstice (1902) rebaptisé Sandy Hook,.
À partir de décembre 1896, le chantier naval Crescent, sous la supervision de Nixon, construit les premiers sous-marins des États-Unis. L'USS Holland (SS-1) est l'une des créations de ce chantier naval et constitue une réalisation très importante en matière de technologie navale. Le succès du sous-marin conduit la marine à commander d'autres sous-marins du "type Holland". Ces sous-marins, connus sous le nom de sous-marins de classe Plunger, sont construits au Crescent Shipyard et à l'Union Iron Works, une entreprise de construction navale située près du Mare Island Naval Shipyard, à 30 km au nord de San Francisco. Ces sous-marins deviennent la première flotte de navires de combat sous-marins des États-Unis et ont été exploités par la marine américaine sur les deux côtes.
La construction de ces sous-marins donne naissance à une nouvelle société, fondée par John Philip Holland le 7 février 1899. Sa société était alors connue sous le nom de Holland Torpedo Boat Company et (après 1904) de Electric Boat Company.

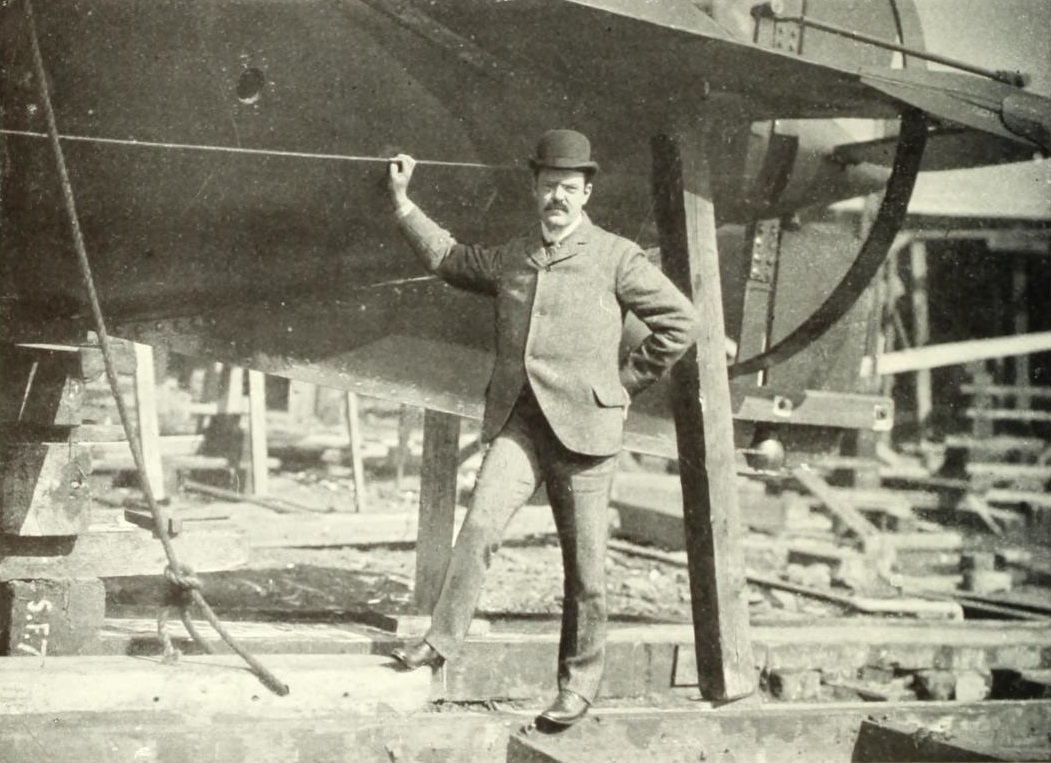
Lewis Nixon au chantier naval de Crescent

Nixon est également le fondateur de l'International Smokeless Powder and Dynamite Company de Parlin, New Jersey, et de la Standard Motor Construction Company de Jersey City, New Jersey. La compagnie Du Pont de Nemours acquit la société de Nixon en 1904, faisant partie de ce qui serait bientôt considéré comme un monopole illégal de DuPont sur l'industrie de la poudre à canon.
Nixon est président de la United States Long Distance Automobile Company. De 1901 à 1903, son usine de Jersey City, dans le New Jersey, fabrique des voitures à essence «pour répondre aux exigences de ceux qui recherchent la simplicité de construction, l'économie de fonctionnement et une résistance et une durabilité inhabituelles». 
En janvier 1904, la société devient la Standard Motor Construction Company, qui fabriqua une voiture plus grande appelée «Standard» jusqu'en 1905. Les lignes automobiles ont ensuite été vendues à Hewitt Motor Co. de New York. Nixon continue à occuper le poste de président de Standard Motor Construction au cours de la décennie suivante, alors qu'il était un important fabricant de moteurs marins.
En 1902, le promoteur John W. Young persuade Nixon de présider à la consolidation de Crescent Shipyard avec six autres chantiers navals sur les côtes est et ouest, pour former une seule fiducie de construction navale, sous le nom de United States Shipbuilding Company. Cependant, « la seule chose qui manquait [aux entreprises consolidées], individuellement et collectivement, était une perspective réaliste de réaliser des bénéfices durables ». En tant que président de la société nouvellement formée, Nixon a personnellement convaincu Charles M. Schwab, président de US Steel Corporation et propriétaire de Bethlehem Steel, d'aider à souscrire à la nouvelle entreprise, tandis que Schwab accepte d'ajouter Bethlehem Steel à l'entreprise. Cependant, les conditions que Nixon et Schwab avaient négociées pour le financement de Schwab étaient si unilatérales en faveur de Schwab et Bethlehem Steel que, lorsque United States Shipbuilding échoue presque immédiatement, cela nuit à la réputation commerciale de Nixon et de Schwab. Moins d'un an après sa constitution, les créanciers hypothécaires de la société la force à être mise sous séquestre. Elle sort de cette situation, sans Nixon, sous le nom de Bethlehem Steel and Shipbuilding Company, en 1904. L'une de ses premières actions est de fermer Crescent Shipyard. À ce moment-là, Nixon a réintégré le secteur de la construction navale en louant un chantier à Perth Amboy, New Jersey.
De la fin de 1904 à janvier 1906, Nixon est en Russie pour superviser la construction de dix torpilleurs pour la marine du tsar Nicolas II.
L'expertise de Nixon en construction navale est sollicitée à la suite du naufrage du RMS Titanic. Nixon offre une multitude de suggestions de changements, y compris l'utilisation d'appareils de communication sans fil sur les navires. Il a également suggéré que les navires aient un moyen plus efficace de faire marche arrière.
En 1910, l'artiste américain d'origine suisse Adolfo Müller-Ury (1862–1947) a réalisé un portrait assis de trois quarts de Nixon qui a été exposé chez Knoedler en décembre, il l'avait également peint en pied, en costume écossais en 1902-1903.
De 1915 jusqu'à sa mort, Nixon est président des Nixon Nitration Works, dans ce qui est maintenant la section Nixon d'Edison, New Jersey. Une explosion de 1924 et un incendie qui en résulta détruisent une grande partie de l'usine, qui est ensuite reconstruite et reprit ses activités.
Il meurt le 23 septembre 1940 au Monmouth Memorial Hospital de Long Branch, New Jersey.

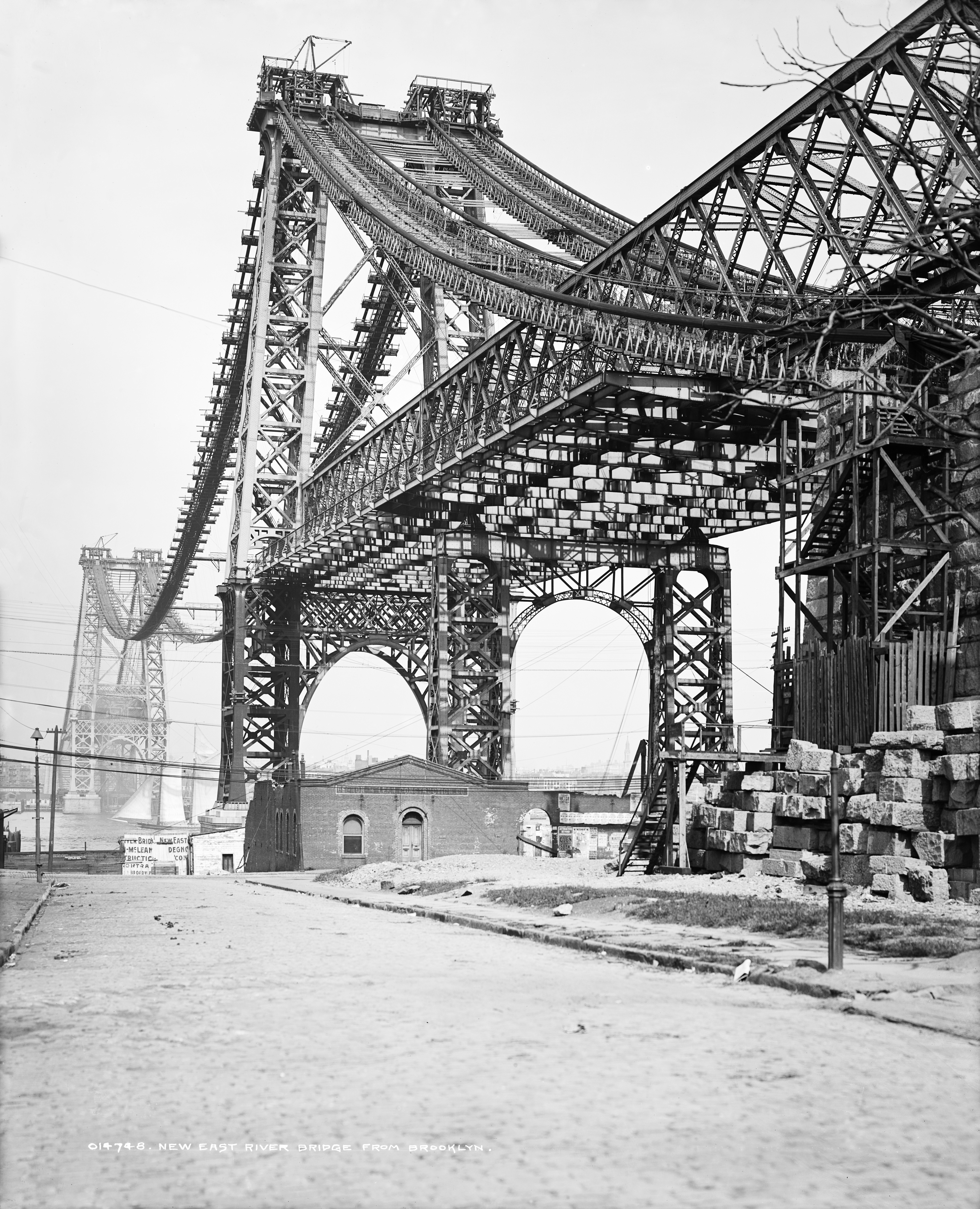
Pont de Williamsburg pendant sa construction

## Service public et militantisme politique
En 1895, la législature de New York autorise la Commission du pont de l'East River à entreprendre une deuxième travée sur la rivière, finalement connue sous le nom de pont de Williamsburg. En janvier 1898, le maire de New York, Robert Anderson Van Wyck, limoge tous les membres de la Commission, se plaignant de son rythme lent et coûteux. Il nomme Nixon président de la Commission. Nixon continue à servir de président de cette Commission pendant la construction du pont jusqu'à ce que les pouvoirs de la Commission soient transférés au commissaire des ponts le 1er janvier 1902.
Nixon était également actif dans la politique du Parti démocrate. Au mois de décembre 1901, Richard Croker, longtemps dirigeant du club de Tammany Hall, lui demanda de lui succéder. Cette décision surprit à l'époque la plupart des observateurs, Nixon ayant dénoncé le vice et la corruption du conseil de la cité, et s'étant montré jusque-là si différent de Croker. Du reste, Nixon démissionna quelques mois plus tard, avouant : « Je ne pourrais conserver l'estime de moi-même si je restais chef de Tammany. »
Il a été délégué par sept fois à la Convention nationale démocrate. Ami et partisan du triple candidat démocrate à la présidentielle William Jennings Bryan, Nixon joua un rôle clé dans la Convention nationale démocrate de 1908, où il présida le sous-comité de la plate-forme, surmonta l'hostilité initiale du club Tammany envers Bryan, obtint à son bénéfice l'appui de la délégation de New York et fut ainsi porté comme secondant de Bryan.
Résident de Staten Island, Nixon sert de 1914 à 1915 comme commissaire par intérim des travaux publics de l'arrondissement et son ingénieur-conseil.
En 1919, le gouverneur de New York, Al Smith, nomme Nixon surintendant des travaux publics de l'État, puis commissaire de la fonction publique de réglementation de la ville de New York.

## Descendance
Nixon est le grand-père de Lewis Nixon III, un officier de la 101e division aéroportée pendant la Seconde Guerre mondiale, rendu célèbre par la mini-série Band of Brothers
.